# Medco
Medco Health Solutions war ein im Gesundheitswesen (Pharmacy Benefit Management) tätiges US-amerikanisches Unternehmen mit Sitz in Franklin Lakes in New Jersey, gelistet im S&P 500, ISIN US58405U1025. Es beschäftigt über 23.000 Mitarbeiter und ist in allen westlichen Ländern vertreten. Medco Health Solutions wurde im Jahr 2003 gegründet. Im Jahr 2009 erzielte das Unternehmen einen Umsatz von 59,8 Mrd. US$ und rangiert auf Platz 35 der Fortune Global 500.
Am 8. April 2008 gab Medco Health Solutions die Übernahme von 100 % der Anteile an der Versandapotheke Europa Apotheek in Venlo bekannt.
Seit Februar 2010 gehört die deutsche Online-Apotheke shop-apotheke.com zum Medco-Konzern.
2012 wurden dann sowohl Europa Apotheek als auch shop-apotheke.com durch das Management zurückgekauft und sind seitdem wieder in den Händen der Gründer.
Im Juni 2010 hat die Medco mit der Celesio AG das Joint Venture Medco Celesio B.V. mit Sitz in Amsterdam gegründet, das den beiden Muttergesellschaften zu gleichen Teilen gehört. Das Joint Venture vereint die Stärken von Medco und Celesio und konzentriert sich auf innovative, sektorübergreifende pharmazeutische Dienstleistungen für Patienten mit chronischen oder komplexen Erkrankungen.
Am deutschen Markt tritt Medco unter der von Europa Apotheek Venlo B.V. betriebenen Marke „shop-apotheke.com“ auf. Diese Onlineapotheke wurde 2002 vom Kölner Apotheker Peter Weber gegründet und 2010 übernommen.
2012 gab es einen Merger von Medco mit Express Scripts Holding Co., abgeschlossen im August 2012.